# Wendel Clark
Pour les articles homonymes, voir Clark.
Wendel L. Clark (né le 25 octobre 1966 à Kelvington dans la province de la Saskatchewan au Canada) est un joueur professionnel retraité de hockey sur glace. Il a joué la majorité de sa carrière au sein des Maple Leafs de Toronto de la Ligue nationale de hockey.

## Carrière en club
Il commence sa carrière junior en 1983 en jouant pour les Blades de Saskatoon de la Ligue de hockey de l'Ouest et il y joue deux saisons en tant que défenseur et reçoit le Trophée Bill Hunter Memorial de la LHOu remis annuellement au meilleur défenseur en 1985. Au cours de l'été qui suit, il est choisi en tant tout premier choix du repêchage d'entrée dans la Ligue nationale de hockey par les Maple Leafs de Toronto et signe en suivant son premier contrat professionnel.
Lors de sa première saison avec les Maple Leafs, il change de poste et devient ailier gauche. Il inscrit alors 34 buts et 47 points au cours de cette première saison mais récolte également 227 minutes de pénalités. Sélectionné dans l'équipe type des recrues de la saison, il décroche également les records de Toronto du nombre de buts pour une recrue en étant le meilleur buteur de l'équipe. Il manque tout de même une partie de la saison en raison d'une blessure contractée au pied sur un tir de son coéquipier Chris Kotsopoulos. En raison de sa très bonne première saison, il est finaliste pour le trophée Calder du meilleur joueur dans sa première saison mais finalement, Gary Suter remporte le trophée. Il participe tout de même au 38e Match des étoiles de la LNH au cours de la saison.
En 1991, il devient le nouveau capitaine de l'équipe en remplacement de Rob Ramage et occupe le poste pendant trois saisons avant de rejoindre les Nordiques de Québec au moment d'un échange massif de joueurs entre les deux franchises. Mats Sundin fait alors le trajet retour de Clark. Il ne joue que la saison 1994-1995 avec les Nordiques : à la suite du déménagement de l'équipe dans le Colorado pour devenir l'Avalanche, il se fâche avec la direction de l'équipe et va rejoindre les Islanders de New York en retour de Claude Lemieux. Encore une fois, il ne reste pas longtemps avec sa nouvelle équipe et retourne avant la fin de la saison 1995-1996 avec Toronto. Au cours de cet échange, Mathieu Schneider et D.J. Smith sont envoyés à Toronto en retour de Darby Hendrickson, Sean Haggerty, Kenny Jonsson et le premier choix de repêchage 1997 de Toronto, choix qui s'avèrera être Roberto Luongo.
En juillet 1998, il est signé en tant qu'agent libre par le Lightning de Tampa Bay mais finit la saison avec les Red Wings de Détroit et la saison suivante, il joue au début avec les Blackhawks de Chicago mais finalement fini la saison avec Toronto. Il décide par la même occasion de mettre fin à sa carrière à l'issue de la saison.

## Parenté dans le sport
Wendel Clark est cousin avec le joueur et entraîneur de hockey de la LNH, Barry Melrose. Il est aussi un cousin éloigné du joueur Joe Kocur.

### Trophées et honneurs personnels
Ligue de hockey de l'Ouest
- 1985 - Trophée Bill Hunter Memorial

- Ligue nationale de hockey
  - Sélectionné en 1985 par les Maple Leafs de Toronto - 1er choix du repêchage
  - 1985-1986 - Sélectionné dans l'équipe type des recrues
  - Sélectionné pour jouer les 38e (1986) et le 49e (1999) Match des étoiles

### Statistiquesen carrière
Pour les significations des abréviations, voir Statistiques du hockey sur glace.
| Saison     | Équipe                 | Ligue      |     | Saison régulière | Saison régulière | Saison régulière | Saison régulière | Saison régulière |    | Séries éliminatoires | Séries éliminatoires | Séries éliminatoires | Séries éliminatoires | Séries éliminatoires |
| Saison     | Équipe                 | Ligue      | PJ  | B                | A                | Pts              | Pun              | PJ               | B  | A                    | Pts                  | Pun                  |                      |                      |
| 1983-1984  | Blades de Saskatoon    | LHOu       | 72  | 23               | 45               | 68               | 225              |                  |    |                      |                      |                      |                      |                      |
| 1984-1985  | Blades de Saskatoon    | LHOu       | 64  | 32               | 55               | 87               | 253              | 3                | 3  | 3                    | 6                    | 7                    |                      |                      |
| 1985-1986  | Maple Leafs de Toronto | LNH        | 66  | 34               | 11               | 45               | 227              | 10               | 5  | 1                    | 6                    | 47                   |                      |                      |
| 1986-1987  | Maple Leafs de Toronto | LNH        | 80  | 37               | 23               | 60               | 271              | 13               | 6  | 5                    | 11                   | 38                   |                      |                      |
| 1987-1988  | Maple Leafs de Toronto | LNH        | 28  | 12               | 11               | 23               | 80               |                  |    |                      |                      |                      |                      |                      |
| 1988-1989  | Maple Leafs de Toronto | LNH        | 15  | 7                | 4                | 11               | 66               |                  |    |                      |                      |                      |                      |                      |
| 1989-1990  | Maple Leafs de Toronto | LNH        | 38  | 18               | 8                | 26               | 116              | 5                | 1  | 1                    | 2                    | 19                   |                      |                      |
| 1990-1991  | Maple Leafs de Toronto | LNH        | 63  | 18               | 16               | 34               | 152              |                  |    |                      |                      |                      |                      |                      |
| 1991-1992  | Maple Leafs de Toronto | LNH        | 43  | 19               | 21               | 40               | 123              |                  |    |                      |                      |                      |                      |                      |
| 1992-1993  | Maple Leafs de Toronto | LNH        | 66  | 17               | 22               | 39               | 193              | 21               | 10 | 10                   | 20                   | 51                   |                      |                      |
| 1993-1994  | Maple Leafs de Toronto | LNH        | 64  | 46               | 30               | 76               | 115              | 18               | 9  | 7                    | 16                   | 24                   |                      |                      |
| 1994-1995  | Nordiques de Québec    | LNH        | 37  | 12               | 18               | 30               | 45               | 6                | 1  | 2                    | 3                    | 6                    |                      |                      |
| 1995-1996  | Islanders de New York  | LNH        | 58  | 24               | 19               | 43               | 60               |                  |    |                      |                      |                      |                      |                      |
| 1995-1996  | Maple Leafs de Toronto | LNH        | 13  | 8                | 7                | 15               | 16               | 6                | 2  | 2                    | 4                    | 2                    |                      |                      |
| 1996-1997  | Maple Leafs de Toronto | LNH        | 65  | 30               | 19               | 49               | 75               |                  |    |                      |                      |                      |                      |                      |
| 1997-1998  | Maple Leafs de Toronto | LNH        | 47  | 12               | 7                | 19               | 80               |                  |    |                      |                      |                      |                      |                      |
| 1998-1999  | Lightning de Tampa Bay | LNH        | 65  | 28               | 14               | 42               | 35               |                  |    |                      |                      |                      |                      |                      |
| 1998-1999  | Red Wings de Détroit   | LNH        | 12  | 4                | 2                | 6                | 2                | 10               | 2  | 3                    | 5                    | 10                   |                      |                      |
| 1999-2000  | Blackhawks de Chicago  | LNH        | 13  | 2                | 0                | 2                | 13               |                  |    |                      |                      |                      |                      |                      |
| 1999-2000  | Maple Leafs de Toronto | LNH        | 20  | 2                | 2                | 4                | 21               | 6                | 1  | 1                    | 2                    | 4                    |                      |                      |
| Totaux LNH | Totaux LNH             | Totaux LNH | 793 | 330              | 234              | 564              | 1 690            | 95               | 37 | 32                   | 69                   | 201                  |                      |                      |

## Carrière internationale
Il représente le Canada lors du championnat du monde junior de 1985 et remporte la médaille d'or.